# 送鐘

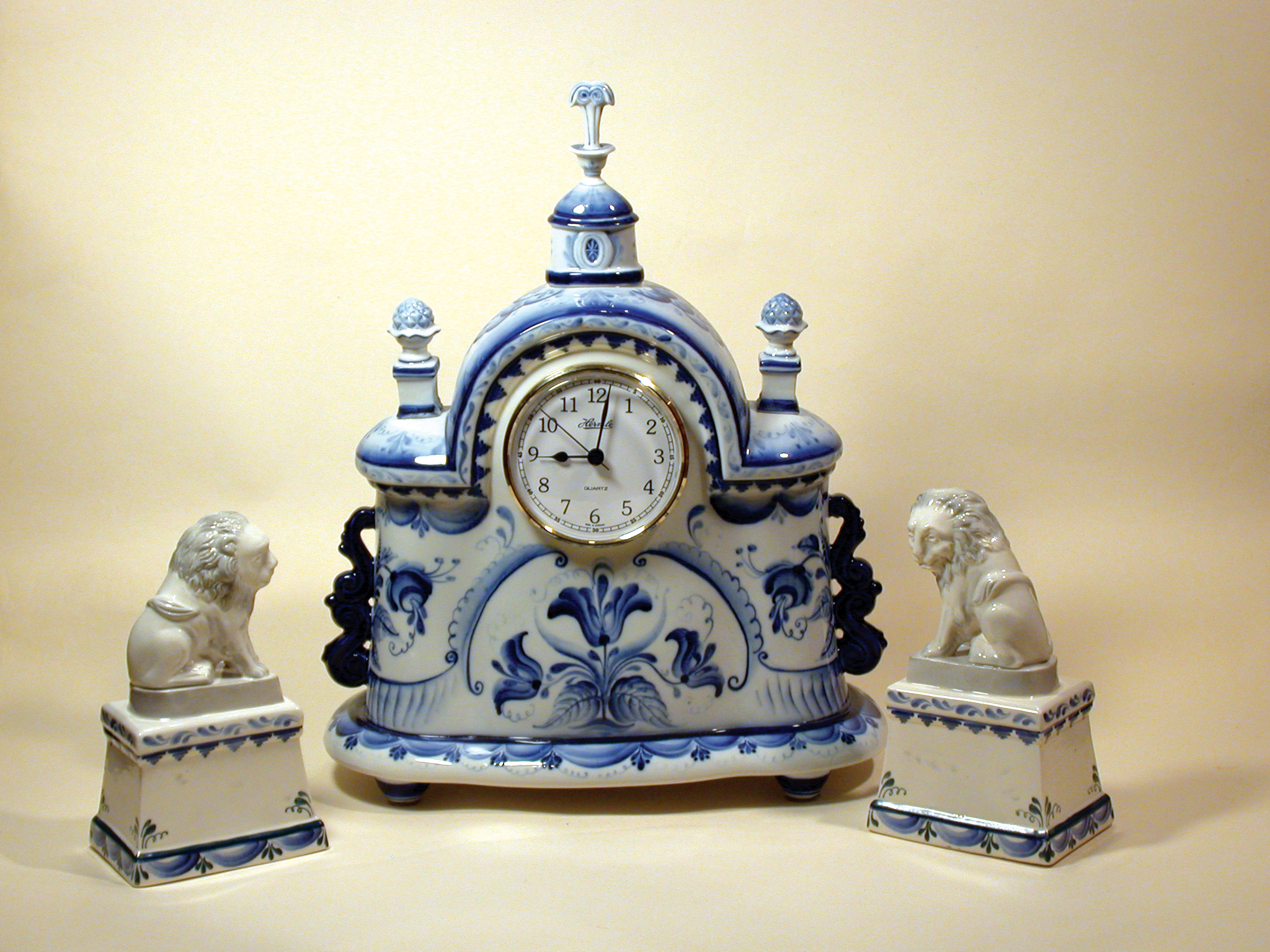
送贈名貴的裝飾時鐘在歐洲並不罕見。攝於俄羅斯。

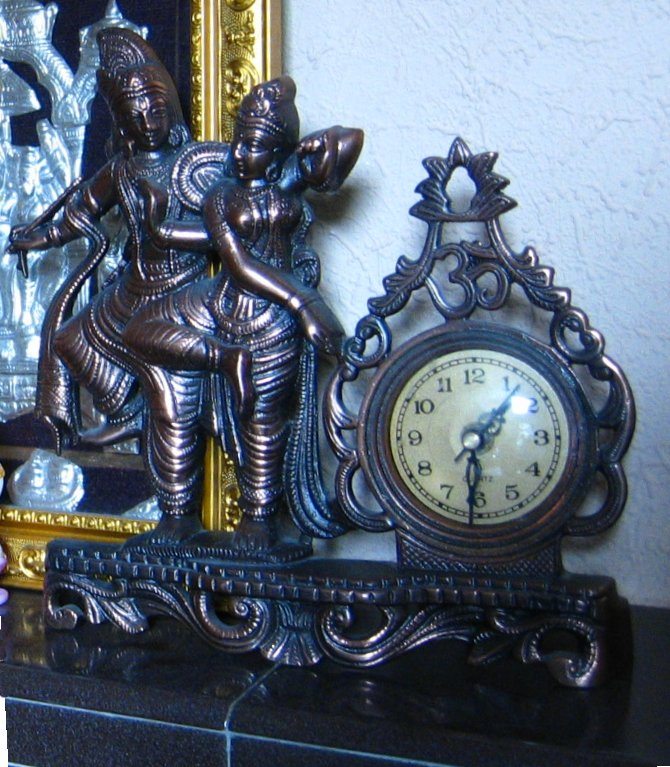

送鐘是近代漢語的社會裡流行的禁忌。「送鐘」原指送贈時鐘，但在近代漢語大部份語言（官話、粵語、吳語等）中這亦是「送終」的諧音；為免犯諱，而避免送鐘。而所謂送終，是指親屬臨終前服侍於旁或營辦喪事。西方則沒有這禁忌，1940年代開始流行員工退休時公司贈予金錶的傳統。
由於北宋《廣韻》尚區分「鐘」和「終」的韻母，此禁忌在北宋之前的中古漢語流行機會不大。

## 兩字同音

### 官話
吉林有家庭試圖阻止宋姓和鍾姓結婚，避免「宋鍾聯婚」字眼。

### 粵語
2019年修訂香港逃犯條例，香港社會出於對中华人民共和国法治的疑竇，以「送中」來簡稱把嫌疑犯「移送中华人民共和国司法制度」，而「送中」在粵語的諧音和「送終」相同。

## 兩字不同音

### 客語
未經過子音推移的客家方言，「鐘」和「終」不同音，但梅縣、四縣 等地區「鐘」和「終」發音相同。

### 台語

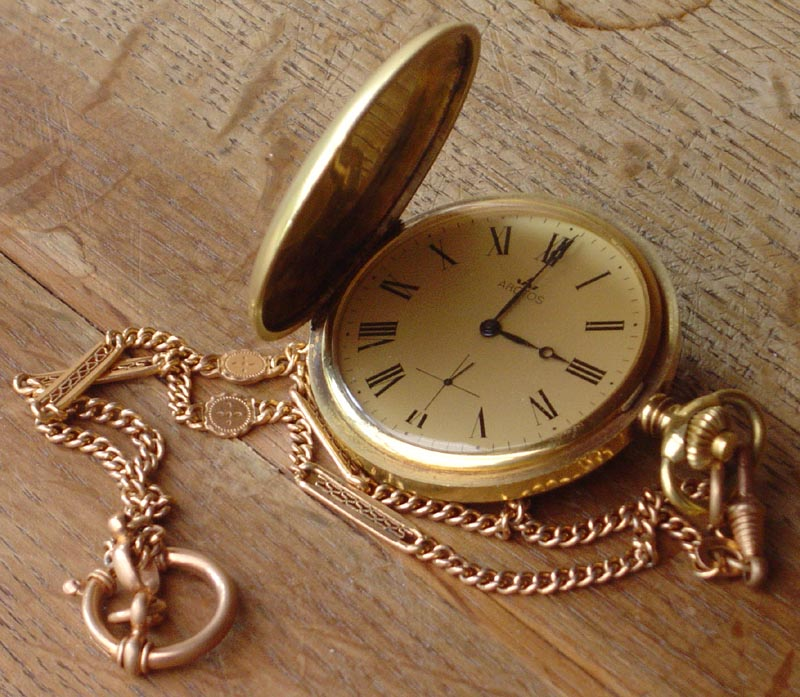
在英國，送贈懷錶是高規格的禮物，不同文化圈或視為忌諱

在台灣台語的「鐘」和「終」不同音，且在日治時代「時計(とけい/Tokei)」和日文的「登慶」、「登惠」同音，除了寓意喜慶吉祥，更有勉勵珍惜光陰之意。戰後受到華語「送鐘」和「送終」同音，才作為一種忌諱或都市傳說流傳。惟不受此華語禁忌影響者，壁鐘、自鳴鐘或鏡面鐘擺鐘仍會作為新居、入厝或喬遷的賀禮。
2015年1月26日，台北市長柯文哲會見來訪的英國交通部長克雷默女男爵，英方送贈懷錶，引起台灣傳媒報導送鐘的避諱，隨即有評論指出鐘、終兩字在臺語不同，並考證了送鐘的避諱是1945年後由官話和粤语區外省人傳入台灣。

## 外部連結
- 刘明昌. 话说"送钟". 钟表, 2010, 41(3):72-75. （页面存档备份，存于）
- 李爱国. “钟馗”与“送钟”. 钟表, 2012(1):76-77. （页面存档备份，存于）
- 常伟. 为“送钟”平反. 中国收藏, 2011:102-105.